# Atletica leggera ai Giochi della IV Olimpiade - Lancio del disco

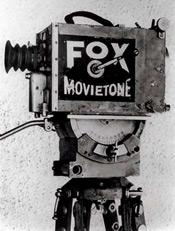
Video della Finale (nella prima parte Sheridan vince la gara di disco stile greco (pedana rialzata), nella seconda prevale nel lancio del disco (pedana circolare)

La competizione del lancio del disco di atletica leggera dei Giochi della IV Olimpiade si tenne il giorno 16 luglio 1908 allo Stadio di White City a Londra.

## L'eccellenza mondiale
| Record olimpico: Atene 1906 | 41,46 | Martin Sheridan | Presente |
| Migliore prest. europea     | 43,21 | Marius Eynard   | Assente  |
| Primatista mond.le stag.le  | 42,53 | Martin Sheridan | Presente |

## Risultati

### Turno eliminatorio
Tutti i 42 iscritti hanno diritto a tre lanci. Poi si stila una classifica. I primi tre disputano la finale (tre ulteriori lanci). I tre finalisti si portano dietro i risultati della qualificazione.
La miglior prestazione appartiene a Merritt Giffin (USA) con 40,70.
Gruppo A
| Pos. | Atleta           | Nazione     | Misura |
| ---- | ---------------- | ----------- | ------ |
| 10   | Wilbur Burroughs | Stati Uniti | 37,43  |
| -    | Platt Adams      | Stati Uniti | ND     |
| -    | Charles Lagarde  | Francia     | ND     |
| -    | Henry Leeke      | Regno Unito | ND     |
| -    | Ernest May       | Regno Unito | ND     |
| -    | Walter Henderson | Regno Unito | ND     |
| -    | Alfred Flaxman   | Regno Unito | ND     |
| -    | Ferenc Jesina    | Ungheria    | ND     |

Gruppo B
| Pos. | Atleta          | Nazione     | Misura |
| ---- | --------------- | ----------- | ------ |
| 5    | Arthur Dearborn | Stati Uniti | 38,52  |
| 7    | György Luntzer  | Ungheria    | 38,34  |
| 9    | John Flanagan   | Stati Uniti | 37,80  |
| -    | Mór Kóczán      | Ungheria    | ND     |
| -    | Lauri Pihkala   | Finlandia   | ND     |
| -    | Aarne Salovaara | Finlandia   | ND     |

Gruppo C
| Pos. | Atleta           | Nazione     | Misura |
| ---- | ---------------- | ----------- | ------ |
| 1    | Merritt Giffin   | Stati Uniti | 40,70  |
| -    | Michael Collins  | Regno Unito | ND     |
| -    | Lauri Wilskman   | Finlandia   | ND     |
| -    | Johnny Garrels   | Stati Uniti | ND     |
| -    | Hugo Wieslander  | Svezia      | ND     |
| -    | Miroslav Šustera | Boemia      | ND     |

Gruppo D
| Pos. | Atleta              | Nazione     | Misura |
| ---- | ------------------- | ----------- | ------ |
| 3    | Bill Horr           | Stati Uniti | 39,44  |
| 8    | André Tison         | Francia     | 38,30  |
| -    | Jack Murray         | Regno Unito | ND     |
| -    | Simon Gillis        | Stati Uniti | ND     |
| -    | Theodor Neijström   | Svezia      | ND     |
| -    | František Souček    | Boemia      | ND     |
| -    | Nikolaos Georgantas | Grecia      | ND     |

Gruppo E
| Pos. | Atleta              | Nazione   | Misura |
| ---- | ------------------- | --------- | ------ |
| -    | Imre Mudin          | Ungheria  | ND     |
| -    | Jalmari Sauli       | Finlandia | ND     |
| -    | Elmer Niklander     | Finlandia | ND     |
| -    | Folke Fleetwood     | Svezia    | ND     |
| -    | Ludwig Uettwiller   | Germania  | ND     |
| -    | František Souček    | Boemia    | ND     |
| -    | Nikolaos Georgantas | Grecia    | ND     |

Gruppo F
| Pos. | Atleta            | Nazione     | Misura |
| ---- | ----------------- | ----------- | ------ |
| 2    | Martin Sheridan   | Stati Uniti | 40,50  |
| 4    | Verner Järvinen   | Finlandia   | 39,42  |
| 6    | Lee Talbott       | Stati Uniti | 38,40  |
| 11   | Emil Welz         | Germania    | 37,02  |
| -    | Ned Barrett       | Regno Unito | ND     |
| -    | Otto Nilsson      | Svezia      | ND     |
| -    | Eric Lemming      | Svezia      | ND     |
| -    | Mikhail Dorizas   | Grecia      | ND     |
| -    | Umberto Avattaneo | Italia      | ND     |
| -    | John Falchenberg  | Norvegia    | ND     |

### Finale
Nei lanci di finale Martin Sheridan, secondo con 40,58, balza in prima posizione e prende l'oro.
| Pos.    | Atleta          | Età | Nazione     | Misura |
| ------- | --------------- | --- | ----------- | ------ |
| Oro     | Martin Sheridan | 27  | Stati Uniti | 40,895 |
| Argento | Merritt Giffin  | 21  | Stati Uniti | 40,705 |
| Bronzo  | Marquis Horr    | 28  | Stati Uniti | 39,445 |
| 4       | Verner Järvinen | 38  | Finlandia   | 39,435 |
| 5       | Arthur Dearborn | 22  | Stati Uniti | 38,520 |
| 6       | Lee Talbott     | 21  | Stati Uniti | 38,405 |

Martin Sheridan, irlandese di nascita, rappresenta ai Giochi la sua patria adottiva.